# 아세라
아세라타(aṯrt [’āṯiratu], 히브리어:אֲשֵׁרָה [’Ă šērāh] 아세라)는 우가리트 신화에 등장하는 서아시아의 여신이다. 우가리트에서는 신들의 여왕이라고 여겨진다.

## 개요
원래는 수메르에서 천계의 왕인 아누의 자식 마르토(아므루)의 배우자이며, 고위의 신으로 되어있었다. 그러나 우가리트에 있어서는 최고신 엘의 아내이며 신들의 어머니로 여겨진다. 이름의 뜻은 바다를 건너는 귀부인(rbt aṯrt ym [rabbatu ’āṯiratu yamma])의 약칭으로 신화에선 실제로 그녀가 해변에 살고 있는 것으로 그려진다. 그 외에도 신들의 창조신(신들을 낳는 부모, qnyt ilm [qāniyatu ’ilīma])라고도 불린다. 또 '이라트'라고도 불리지만, 이것은 본래 '일'의 여성형으로, 여신이라는 의미의 명사이다.

## 구약성서
구약성서에는 '아세라'라는 이름으로 등장한다. 가나안지역에서는 풍요신 바알의 아내로 여겨지며 추앙받는다. 초기의 헤브라이인들은 이 여성 신을 적대시했지만, 가나안의 땅에 이주하면서 스스로 우러보기 시작하고, 성스러운 높은 건물로 불리는 가나안 식의 예배소에서 모셨다.